# 長谷川勝敏
長谷川 勝敏（はせがわ かつとし、1944年7月20日 - ）は、北海道空知郡栗沢村（現在の岩見沢市）出身（出生地は樺太恵須取支庁恵須取郡珍内町）で佐渡ヶ嶽部屋に所属した元大相撲力士。本名同じ。現役時代の体格は身長183cm、体重128kg。得意手は左四つ、寄り、掬い投げ。最高位は東関脇。一時期、四股名を長谷川 戡洋（はせがわ かつひろ）としていた時期もあった。
叔父に宮城野部屋の十両力士・四季の花範雄がいる。

## 来歴
父親は炭鉱マンで、炭鉱のある樺太の珍内町（現在のロシア・サハリン州クラスノゴルスク）で生まれ、1950年（昭和25年）春に樺太から引き揚げる。1960年（昭和35年）3月場所に初土俵を踏んだ。恵まれた体で新弟子の頃より期待され、1965年（昭和40年）1月場所で新入幕を果たす。同年9月場所で横綱栃ノ海から初金星を奪い、以後金星を9個獲得した（他に自身の関脇在位中に大鵬から2勝、玉の海から1勝を挙げている）。
長く大関候補と呼ばれ、1972年（昭和47年）1月場所は関脇で優勝次点の10勝5敗。この場所後に12年間交際を続けてきた女性と結婚した。翌3月場所は横綱や大関が崩れる中長谷川は3敗で前頭7枚目魁傑が2敗でトップだったものの、兄弟子の琴櫻が魁傑を下す援護射撃をし、両者3敗で挑んだ優勝決定戦では魁傑を大熱戦の末投げを逆用する技にはめた末下し優勝した。当時の大関昇進の他事例と比べて遜色ない成績を挙げたが、この場所12日目の大関同士の一番琴櫻-前の山戦が相撲競技監察委員会から初の無気力相撲の警告を受けたことから場所の話題はそちらに集中し、長谷川の大関昇進の話題は盛り上がらなかった。
翌5月場所の本場所パンフレットでは小結貴ノ花、小結魁傑、関脇輪島、関脇三重ノ海とともに次の大関候補5人に挙げられたが、11日目に5敗目を喫した時点で大関昇進の望みが消え、結局8勝7敗に終わる。続く7月場所は5勝10敗と負け越して平幕に陥落、結局大関昇進のチャンスを逸してしまった。私生活では数々の命拾いをした強運の持ち主（詳細は下述の「エピソード」を参照）であった長谷川にしてみれば、相撲の番付運としては決して恵まれたとは言い難い。
幕内上位から三役で活躍し、関脇を当時最多記録の21場所も務め、時津山と並び「戦後最強の関脇」と言われた（現在は琴光喜（元大関）の22場所が史上最多記録。次いで2代琴錦、魁皇と並び史上2位タイ）。また小結（9場所）・関脇の通算在位合計30場所も当時の最多記録だった（現在は2代琴錦・34場所、魁皇・32場所、武双山・31場所に次ぎ、琴光喜と並び史上4位タイ）。
1976年（昭和51年）1月場所10日目に史上初の幕内連続出場1000回を達成したが、同年5月場所中に引退を表明。その引退会見で長谷川は「心の中では大関になれたと思っています…」と、悔しそうな表情を浮かべながらの弁を残した。
師匠の11代佐渡ヶ嶽（元小結、初代琴錦）の存命中に佐渡ヶ嶽部屋の後継者に指名されていたが、その11代佐渡ヶ嶽が1974年（昭和49年）7月場所中に急逝したことと、この時点で長谷川自身が現役であった為（師匠が急逝した場所では10勝5敗で技能賞を獲得するなど、まだ余力を十分残している時期だった）、兄弟子で、11代佐渡ヶ嶽の急逝直前に現役を引退していた横綱琴櫻（独立して白玉部屋を興す予定だった）が急遽部屋を継承することになり、長谷川が佐渡ヶ嶽を継承する話は消滅する形となってしまった。
引退後の長谷川は年寄秀ノ山を襲名して佐渡ヶ嶽部屋で後進の指導にあたった。2006年（平成18年）には理事に選出され、名古屋場所部長の職を1期2年務めた。その後、日本相撲協会役員待遇、生活指導部副部長、再発防止検討委員会委員を歴任。
現役の頃より能筆で有名であった。歌も巧みで「大関になったらレコードを出す」という話が決まっていたが結局かなわず、「長谷川引退秀の山襲名記念」として「みなと港ぶるーす/蝶の夢」を出した。「ドライ」な性格と評され、書・絵も素人ばなれしていてボウリングの腕も確かだった。
2009年（平成21年）7月20日に65歳の誕生日を迎えたが、7月場所中のため、7月26日の千秋楽をもって停年退職となった。退職後も秀ノ山の株を所有しており、2代琴錦に貸していた。2013年（平成23年）5月に琴奨菊に秀ノ山の株を譲渡。譲渡後も暫くは琴錦が琴奨菊から借りていた（琴錦は現在、朝日山の株を取得し、名乗っている）。
なお角界を離れて以降は公に姿を見せることは長らくなかったが、琴奨菊の断髪式で久々に公に姿を見せることになった。

## 主な成績
- 通算成績：678勝577敗15休 勝率.540
- 幕内成績：523勝502敗 勝率.510
- 幕内連続出場：1024回（歴代5位）
- 現役在位：98場所
- 幕内在位: 69場所
- 三役在位：30場所（関脇21場所、小結9場所）
- 三賞：8回[1]
  - 殊勲賞：3回（1967年7月場所、1970年11月場所、1971年9月場所）
  - 敢闘賞：3回（1967年5月場所、1972年3月場所、1974年3月場所）
  - 技能賞：2回（1965年9月場所、1974年7月場所）
- 金星：9個（栃ノ海2個、佐田の山2個、柏戸2個、北の富士2個、輪島1個）
- 各段優勝
  - 幕内最高優勝：1回（1972年3月場所）
  - 十両優勝：1回（1964年7月場所）
  - 幕下優勝：1回（1964年3月場所）

### 場所別成績
| | 一月場所 初場所（東京） | 三月場所 春場所（大阪）  | 五月場所 夏場所（東京） | 七月場所 名古屋場所（愛知） | 九月場所 秋場所（東京） | 十一月場所 九州場所（福岡） |
| --- | ----------------------- | ------------------------ | ----------------------- | --------------------------- | ----------------------- | --------------------------- |
| 1960年 （昭和35年） | x                       | （前相撲）               | 西序ノ口11枚目 7–1      | 西序二段74枚目 6–1          | 西序二段13枚目 5–2      | 西三段目79枚目 6–1          |
| 1961年 （昭和36年） | 東三段目39枚目 6–1      | 西幕下83枚目 6–1         | 東幕下45枚目 3–4        | 東幕下53枚目 4–3            | 東幕下49枚目 4–3        | 東幕下45枚目 6–1            |
| 1962年 （昭和37年） | 東幕下22枚目 4–3        | 西幕下19枚目 4–3         | 東幕下16枚目 5–2        | 東幕下7枚目 4–3             | 西幕下3枚目 4–3         | 東幕下2枚目 5–2             |
| 1963年 （昭和38年） | 東十両17枚目 9–6        | 西十両11枚目 休場 0–0–15 | 西幕下6枚目 1–6         | 西幕下22枚目 5–2            | 東幕下16枚目 4–3        | 西幕下15枚目 4–3            |
| 1964年 （昭和39年） | 西幕下12枚目 5–2        | 東幕下4枚目 優勝 7–0     | 東十両13枚目 9–6        | 東十両10枚目 優勝 13–2      | 西十両3枚目 11–4        | 東十両筆頭 8–7              |
| 1965年 （昭和40年） | 東前頭15枚目 8–7        | 東前頭13枚目 8–7         | 東前頭8枚目 10–5        | 東前頭3枚目 8–7             | 東前頭2枚目 10–5 技★    | 東小結 7–8                  |
| 1966年 （昭和41年） | 西前頭筆頭 5–10 ★       | 西前頭5枚目 9–6          | 東前頭2枚目 9–6         | 西小結 9–6                  | 東小結 6–9              | 西前頭2枚目 4–11 ★          |
| 1967年 （昭和42年） | 西前頭7枚目 10–5        | 西前頭筆頭 4–11          | 西前頭7枚目 13–2 敢     | 東小結 9–6 殊               | 東小結 6–9              | 東前頭筆頭 9–6              |
| 1968年 （昭和43年） | 東小結 5–10             | 西前頭4枚目 8–7 ★        | 東前頭2枚目 8–7 ★       | 西前頭筆頭 7–8              | 西前頭2枚目 9–6         | 東前頭筆頭 9–6              |
| 1969年 （昭和44年） | 西関脇 9–6              | 東関脇 9–6               | 東関脇 9–6              | 東関脇 11–4                 | 東関脇 8–7              | 西関脇 8–7                  |
| 1970年 （昭和45年） | 西関脇 8–7              | 東張出関脇 6–9           | 東前頭2枚目 5–10        | 東前頭5枚目 10–5            | 東小結 5–10             | 西前頭2枚目 8–7 殊★         |
| 1971年 （昭和46年） | 西関脇 3–12             | 西前頭2枚目 8–7          | 西関脇 9–6              | 東関脇 8–7                  | 東関脇 8–7 殊           | 西関脇 8–7                  |
| 1972年 （昭和47年） | 東張出関脇 10–5         | 東関脇 12–3 敢           | 東関脇 8–7              | 東張出関脇2 5–10            | 西前頭筆頭 11–4         | 東関脇 8–7                  |
| 1973年 （昭和48年） | 東関脇 4–11             | 東前頭4枚目 7–8          | 東前頭5枚目 8–7         | 西前頭筆頭 6–9              | 東前頭2枚目 9–6 ★       | 西関脇 8–7                  |
| 1974年 （昭和49年） | 西関脇 5–10             | 東前頭2枚目 10–5 敢★     | 西小結 4–11             | 東前頭5枚目 10–5 技         | 東張出小結 6–9          | 西前頭3枚目 6–9             |
| 1975年 （昭和50年） | 西前頭5枚目 9–6         | 西前頭筆頭 6–9           | 西前頭3枚目 6–9         | 西前頭6枚目 8–7             | 東前頭3枚目 4–11        | 西前頭9枚目 10–5            |
| 1976年 （昭和51年） | 東前頭3枚目 7–8         | 東前頭4枚目 6–9          | 東前頭8枚目 引退 0–5–0  | x                           | x                       | x                           |
| 各欄の数字は、「勝ち-負け-休場」を示す。 優勝 引退 休場 十両 幕下 三賞：敢=敢闘賞、殊=殊勲賞、技=技能賞 その他：★=金星 番付階級：幕内 - 十両 - 幕下 - 三段目 - 序二段 - 序ノ口 幕内序列：横綱 - 大関 - 関脇 - 小結 - 前頭（「#数字」は各位内の序列） |                         |                          |                         |                             |                         |                             |

### 幕内対戦成績
| 青ノ里   | 6     | 1  | 青葉城   | 1  | 2    | 青葉山     | 2  | 0  | 浅瀬川 | 2  | 3  |  |  |  |
| 朝登     | 4     | 0  | 旭國     | 6  | 7    | 荒勢       | 1  | 6  | 荒波   | 2  | 0  |  |  |  |
| 岩風     | 2     | 0  | 宇多川   | 1  | 0    | 追手山     | 1  | 0  | 大錦   | 3  | 0  |  |  |  |
| 大鷲     | 0     | 1  | 小城ノ花 | 1  | 1    | 魁輝       | 0  | 1  | 魁傑   | 7* | 15 |  |  |  |
| 海乃山   | 12    | 8  | 開隆山   | 6  | 0    | 柏戸       | 4  | 16 | 和晃   | 1  | 1  |  |  |  |
| 金乃花   | 1     | 1  | 北瀬海   | 6  | 4    | 北の湖     | 4  | 13 | 北ノ國 | 1  | 0  |  |  |  |
| 北の花   | 1     | 0  | 北の富士 | 16 | 30   | 北葉山     | 2  | 3  | 君錦   | 4  | 0  |  |  |  |
| 清國     | 13(1) | 28 | 麒麟児   | 4  | 2(1) | 黒姫山     | 11 | 14 | 高鉄山 | 9  | 3  |  |  |  |
| 金剛     | 6     | 4  | 佐田の山 | 2  | 11   | 白田山     | 1  | 0  | 錦洋   | 3  | 3  |  |  |  |
| 大麒麟   | 18    | 28 | 大豪     | 1  | 0    | 大豪       | 4  | 2  | 大受   | 10 | 15 |  |  |  |
| 大雪     | 1     | 0  | 大鵬     | 2  | 21   | 大文字     | 1  | 0  | 大雄   | 8  | 1  |  |  |  |
| 大竜川   | 4     | 1  | 貴ノ花   | 8  | 20   | 高見山     | 24 | 18 | 玉輝山 | 2  | 0  |  |  |  |
| 玉の海   | 12    | 20 | 玉ノ富士 | 3  | 0    | 千代の富士 | 1  | 0  | 鶴ヶ嶺 | 2  | 4  |  |  |  |
| 照櫻     | 1     | 0  | 天龍     | 2  | 1    | 時葉山     | 6  | 0  | 栃東   | 22 | 8  |  |  |  |
| 栃王山   | 4     | 4  | 栃ノ海   | 3  | 1    | 金城       | 2  | 2  | 栃光   | 4  | 0  |  |  |  |
| 豊國     | 6     | 5  | 羽黒岩   | 8  | 5    | 羽黒川     | 0  | 1  | 花光   | 5  | 2  |  |  |  |
| 播竜山   | 1     | 2  | 廣川     | 3  | 1    | 福の花     | 22 | 7  | 房錦   | 1  | 1  |  |  |  |
| 富士櫻   | 5     | 7  | 富士錦   | 5  | 1    | 藤ノ川     | 6  | 9  | 二子岳 | 12 | 8  |  |  |  |
| 前田川   | 1     | 1  | 前の山   | 15 | 16   | 増位山     | 6  | 10 | 松前山 | 0  | 1  |  |  |  |
| 三重ノ海 | 9     | 14 | 禊鳳     | 4  | 1    | 明武谷     | 5  | 8  | 陸奥嵐 | 19 | 4  |  |  |  |
| 豊山     | 9     | 5  | 吉王山   | 2  | 1    | 吉の谷     | 1  | 0  | 義ノ花 | 6  | 4  |  |  |  |
| 琉王     | 7     | 3  | 龍虎     | 13 | 10   | 若獅子     | 2  | 3  | 若杉山 | 1  | 2  |  |  |  |
| 若秩父   | 1     | 0  | 若天龍   | 7  | 1    | 若浪       | 6  | 4  | 若鳴門 | 2  | 0  |  |  |  |
| 若ノ海   | 5     | 1  | 若乃洲   | 4  | 0    | 若三杉     | 3  | 1  | 若羽黒 | 1  | 0  |  |  |  |
| 若二瀬   | 9     | 3  | 若見山   | 3  | 5    | 輪島       | 5  | 18 | 鷲羽山 | 3  | 2  |  |  |  |

- 他に優勝決定戦で魁傑に1勝がある。

## 改名歴
- 長谷川 勝利（はせがわ かつとし）1960年3月 - 1965年11月
- 長谷川 勝敏（ - かつとし）1966年1月 - 1974年1月
- 長谷川 勝廣（ - かつひろ）1974年3月 - 1975年7月
- 長谷川 戡洋（ - かつひろ）1975年9月 - 1976年5月

## 年寄変遷
- 秀ノ山 護久 （ひでのやま もりひさ）1976年5月 - 2009年7月

## エピソード
- 長谷川は関脇で優勝しながら大関昇進を逸するなど、番付運は恵まれない部分が有ったものの、逆に本人の生命運は人並み外れて異常な程に優れており、危うく命を落とす場面に遭遇しながら奇跡的に助かったことが何度もある[2]。
  - 幼少の頃、船に乗っていて甲板で足を滑らせ、海に落ちかけたが、運よく目の前にぶら下がっていた綱につかまり、一命を取り留めた。
  - 同じく幼少時、橋の欄干から7メートル下の川に落ちたが、雨の影響で川の水量が増えていたため川底の岩に頭を打たずに済み、一命を取り留めた。
  - 現役時代の1963年（昭和38年）11月、所属する佐渡ヶ嶽部屋でフグ中毒が発生してちゃんこ鍋の番だった2人が死亡してしまう（詳細は佐渡ヶ嶽部屋フグ中毒事件を参照）。長谷川も当初ちゃんこ番の予定だったものの、当日急に腹の具合が悪くなり、ちゃんこを食べずにうどんを食べに外出したため、間一髪でフグ中毒を免れた。
  - 同じく現役時代の1966年（昭和41年）2月4日、札幌から東京へ戻るべく本来搭乗する予定だった全日本空輸60便が、羽田沖で航空墜落事故を起こし、乗客・乗員133人全員死亡の惨事となった（詳細は全日空羽田沖墜落事故を参照）。ところが長谷川はさっぽろ雪まつりの見物中に古い友人と偶然再会して旧交を温めたことで全日空60便への搭乗を急遽キャンセルしたことにより、事故に遭遇することなく難を逃れている。全日空機事故の知らせを聞いた師匠の11代佐渡ヶ嶽は顔面蒼白だったが、何も知らない長谷川から連絡が入り、「地獄に仏とはこの事だ」とほっとした表情で語ったという。
- ゆで卵を一気に20個、水も飲まずに平らげたことがあるという。
- 1968年（昭和43年）3月場所、前頭4枚目で2日目に佐田の山、7日目には柏戸の2横綱を破る金星を上げ、8勝7敗と勝ち越しながら、殊勲賞を受賞できなかった。
- 1974年（昭和49年）7月場所、前頭5枚目で12日目に、大関特例復帰の10勝以上を目指した関脇陥落直後の大受に勝利したことで、大受は6敗目を喫しここで大関再昇進が絶たれる。大受はその後3連勝で9勝6敗と勝ち越したが、結果的に長谷川戦での敗北により僅か1勝で大関復活を逃す格好となってしまった。なお長谷川は同場所10勝5敗の好成績を挙げ、1965年（昭和40年）9月場所以来通算2回目の技能賞を獲得した。

## 脚註
1. 1 2 3 4 5 6 7 8  ベースボールマガジン社『大相撲名門列伝シリーズ(2) 二所ノ関部屋』p24
2. 1 2 3  朝日新聞1972年3月27日付朝刊スポーツ面
3. ↑  朝日新聞1972年3月24日付夕刊
4. ↑  長谷川の優勝を伝える朝日新聞1972年3月27日付朝刊スポーツ面では、場所の総評の大半は「無気力相撲」に関してのもので、場所後の長谷川の大関昇進の可能性について全く触れていない。
5. ↑  朝日新聞1972年5月25日付朝刊スポーツ面
6. ↑  『相撲』 2009年5月号 ベースボールマガジン社 “親方紳士録／土俵人生いろいろ　第5回 秀ノ山親方（元関脇長谷川）”を参照。
7. ↑  魁傑と優勝決定戦